# フランス交響楽団
フランス交響楽団（仏: Orchestre Symphonique Français）は、フランスのパリを本拠地としたオーケストラである。

## 概要
1989年にローラン・プティジラールによって設立される。公の補助金を一切受けず、40名ほどの団員で運営されていた。プティジラールによる自作や、エンニオ・モリコーネ、ニコラ・バクリ、ティエリ・エスケシュ（Thierry Escaich）といったフランス内外の作曲家の作品を活発に取り上げ、同時代音楽の初演も熱心に行った。
1997年に解散した。

## 註
1. ↑  相場ひろ「プチジラールのダウンロード音源」『レコード芸術』2016年5月、258-259頁、JANコード 4910096030569。